# 하세베 유타카
하세베 유타카(일본어: 長谷部 裕, 1968년 4월 14일 ~ )은 전 일본 프로야구 주니치 드래건스의 포수이자, 전 KBO 리그 KIA 타이거즈, SK 와이번스의 배터리 코치이다.

## 인물
이치 노미야 시립 아키나가중학교 졸업 후 교에이고등학교에서 콘도 신이치 (현 : 진정한 도시 드래프트 1 위로 주니치에 동시 입단)과 배터리를 짜고, 1986년에는 봄 , 여름 함께 고시엔 에 출장. 그해 드래프트 회의에서 한신 타이거스 와 경쟁의 결과, 5 위 지명으로 주니치에 입단. 교에이고등학교 동급생 후 WBC 세계 밴텀급 챔피언 야쿠시지 야스 가있다. 또한 콘도와 하세베와 동갑으로 같은 나고야의 사립 고등학교 ( 아치공대부속메이덴고등학교 )에서 주니치에 동기화 입단 한 포수는 야마사키 다케시 가있다.
현역 시절은 재적 12년 생산 5년에서 출전 46 경기와 눈에 띄었다 성적은 떠나지 않는다. 1996년 오프에 전력 외 통고 된 한 번 은퇴도 1997년 3월에 현역 복귀. 1998년에 다시 은퇴 그 주니치의 불펜 포수를 지낸 후 2004년부터는 포수 코치를 맡고있다. 2003년부터 투수 코치로 취임 한 콘도 신시내티 함께 불펜 진을 지원하고있다. 코치가 나서도 불펜에서는 방어구를 켜고 투수의 공을 실제로 받고있다.
2006년에 주니치가 리그 우승을 확정했을 때, 하세베는 도미니카 공화국에서 개최되는 "도미니카 윈터 리그 '에 참가하고있는 선수의 동반으로 여행 중에서 헹가래에는 참여하지 못하고, 대신 하세베 유니폼 만 헹가래과 나고야 돔 최종전의 행사에 참석 한 (가지고 있던 것은 동기화 콘도 코치였다).
2013년 , 10월 15일에 구단보다 내년 시즌 계약을 맺지 않는 것이 발표되었다.
2014년부터 KBO 리그인 KIA 타이거즈의 1 군 배터리 코치에 취임했지만 같은 해 SK 와이번스의 1군 배터리 코치에 선임되었다. 그러나 시즌 종료 후 팀과 재계약을 하지 않으면서 팀을 떠났다.